# Bithynia tentaculata
Bithynia tentaculata е вид коремоного от семейство Bithyniidae. Видът не е застрашен от изчезване.

## Разпространение и местообитание
Разпространен е в Австрия, Албания, Белгия, България, Великобритания (Северна Ирландия), Германия, Дания, Естония, Ирландия, Испания, Италия (Сардиния и Сицилия), Латвия, Литва, Лихтенщайн, Люксембург, Нидерландия, Норвегия, Полша, Португалия, Румъния, Русия (Калининград), Словакия, Словения, Украйна, Унгария, Финландия, Франция (Корсика), Хърватия, Чехия, Швейцария и Швеция.
Среща се на надморска височина от -8 до 140,9 m.

## Описание
Популацията на вида е стабилна.